# Trymalitis
Trymalitis là một chi bướm đêm thuộc họ Tortricidae.

## Các loài
- Trymalitis cataracta Meyrick, 1907
- Trymalitis climacias Meyrick, 1911
- Trymalitis escharia Clarke, 1976
- Trymalitis macarista Meyrick, 1934
- Trymalitis margarias Meyrick, 1905
- Trymalitis optima Meyrick, 1911
- Trymalitis scalifera Meyrick, 1912